# 石川義彦
石川 義彦（いしかわ よしひこ）は、和歌山県出身の元アマチュア野球選手である。ポジションは内野手。

## 来歴・人物
南部高校では、1960年秋季近畿大会に進出するが、準々決勝で平安高に大敗。翌1961年夏の甲子園県予選でも準々決勝に進むが、橋本高に敗れ、紀和大会には進めなかった。1年上にのちにチームメイトになる川上宣緒もいた。高校卒業後は、全鐘紡に入社する。
全鐘紡では遊撃手として活躍し、1965年の産業別対抗野球では優秀選手に選ばれる。同年の都市対抗野球にも出場し準々決勝に進むが、大分鉄道管理局の田端謙二郎に抑えられ敗退。1966年の産業別対抗野球ではチームの優勝に貢献し、同年の都市対抗野球でも、川上宣緒とともに日本生命の補強選手として出場した。同年のドラフト会議で南海ホークスから2位指名されたが入団を拒否し、チームに残留した。
その後、1968年の産業別対抗野球では、エースの藤原真の好投もあり、チームは2度目の優勝を果たし、優秀選手にも選ばれた。しかし全鐘紡の野球部は1968年をもって解散した。